# 星际争霸：幽灵
《星际争霸：幽灵》是一部以军事题材為主的科幻隐蔽-动作游戏，属于暴雪娱乐星际争霸系列游戏，现已取消开发。不同于前作即时战略游戏《星际争霸》，《幽灵》是一款第三人称射击游戏，玩家将跟随诺娃（Nova）——人类物理谍报中心的“幽灵”——近距离地接触星际争霸的世界。该游戏的剧情发生在《星际争霸：母巢之战》结束四年后，虽然被公开的游戏剧情很少，但在2006年11月游戏又一次延期后，暴雪发行的一本小说《星际争霸 幽灵：诺娃》（StarCraft Ghost: Nova）中揭露了主要人物的剧情。

## 游戏

### 戰役模式
在《星际争霸：幽灵》中，诺娃可以灵活地完成爬上架子，倒挂在管道上并滑下等动作。
玩家可以利用诺娃可以隐形的特点来在不被发现的情况下完成任务。诺娃拥有的装置可以使自己暂时隐形，但對某些敌人並沒有效。诺娃还配备有热成像仪和一个特殊可以使电子设备或车辆失灵的电磁脉冲装置，可以使用一些技能悄悄地清除敌人。如果警告响起，敌人将四处寻找玩家并胡乱射击。游戏中拥有一个复杂的作战系统，暴雪计划游戏将拥有一个包括冲锋枪，狙击步枪，霰彈槍，手榴弹和火焰喷射器等武器的小型武器库。
諾娃有一身敏捷的身手，而且能夠做出各種花招，好比爬在懸崖突起物的邊緣、吊在管子上或滑下滑降繩（zip line）。玩家可以使用諾娃身為幽靈幹員鍛鍊出來的特殊能力，像是加速。《星际争霸：幽灵》包括许多在《星际争霸》和《星际争霸：母巢之战》中出现过的载具。一些载具如大和巡洋舰和星际战机，玩家只能进行有限的控制，而其他如悬浮机车，侦察机，攻城坦克等载具，玩家可以完全地控制。

### 多人遊戲
《星际争霸：幽灵》的多人遊戲進行方式不像單人遊戲那樣注重隱型裝備，在多人模式下注重的是給玩家本系列的即時戰略遊戲版本的觀點。除此之外《星际争霸：幽灵》多人遊戲相當注重團隊合作，並有多種遊戲模式可供選擇，《星际争霸：幽灵》有傳統的遊戲方式，像是死鬥、搶旗、山之王（King of the Hill），但同時也有兩種特別為了星际争霸系列設計的遊戲模式。第一個是「機動戰鬥」（Mobile Coflict），由兩個隊伍爭奪僅有的一個人族軍事工廠，工廠具有大氣圈內的飛行能力。藉由載具或團隊合作，玩家必須登上工廠並搶奪控制室，並令工廠飛回自己的隊伍起始點，工廠之後必須降落並避免被對方在一定的時間內奪走。
第二個獨特的模式是「入侵」（Invasion），兩個隊伍必須為了採礦點奮戰。採礦點一旦被占領以後，該隊伍就可以使用由採礦點獲得的資金來購買載具。在所有團隊遊戲模式中，隊伍可以製造四種人族部隊：輕步兵、陸戰隊、火蝙蝠和幽靈。輕步兵配備了最弱的裝甲，可是可以使用相當多類型的武器；陸戰隊則有重裝甲、突擊步槍和手榴彈。火蝙蝠配備了火焰噴射器和凝固汽油火箭彈。最後，幽灵是單人遊戲中諾娃的變型，裝備了外衣裝備、熱成象儀、電磁脈衝裝置還有狙擊步槍，但缺乏加速能力。因為陸戰隊和火蝙蝠穿了大型裝備沒辦法擠進載具裡，只有幽靈跟輕步兵能駕駛車輛。

## 开发
该游戏最初于2001年被宣布，由Nihilistic Software负责开发，游戏计划支持任天堂GameCube，Xbox，和PlayStation 2。但由于一些问题，暴雪公司数次推迟该游戏的发布日期。2004年，Nihilistic Software将开发计划移交给已被暴雪公司收购的Swingin' Ape Studios。2005年，为GameCube开发的版本被取消。由于《幽灵》不断的跳票，它被标记为“雾件”，在Wired News的2005年年度雾件奖中排名第五。2006年3月24日，暴雪宣布该游戏的开发计划被“无限期搁置”，公司正在重新评估第七代游戏主机的执行和表现能力。虽然暴雪娱乐在2008年表示此游戏未被取消，但包括IGN和GameSpot在内的游戏媒体都将《星际争霸：幽灵》标记为“已取消”。

## 中国大陆商标申请问题
2009年，暴雪娱乐向中国国家工商总局申请注册商标“StarCraft: Ghost”的英文名称，但被以“该名称涉及宣扬封建迷信”为由拒绝，暴雪公司随即向北京市第一中级人民法院提起诉讼，但被驳回。